# Meliosma colletiana
Meliosma colletiana är en tvåhjärtbladig växtart som beskrevs av George King. Meliosma colletiana ingår i släktet Meliosma och familjen Sabiaceae. Inga underarter finns listade.